# 船員の労働時間及び船舶の定員に関する条約
船員の労働時間及び船舶の定員に関する条約（せんいんのろうどうじかんおよびせんぱくのていいんにかんするじょうやく、英語: Convention concerning Seafarers' Hours of Work and the Manning of Ships）は、国際労働機関の条約。1996年10月22日に採択され、2002年8月8日に発効した。1958年の賃金、船内労働時間及び定員に関する条約を改正したものであり、船員の標準労働時間、最長労働時間、最短休息時間を定めた。
2018年4月現在、21か国が批准しているが、いずれも海上労働条約の批准により自動的に脱退した。